# Doc Salbe PGA European Challenge
De Doc Salbe PGA European Challenge was een golftoernooi van de Europese Challenge Tour in 2007.
Het toernooi is slechts eenmaal gespeeld. Het vond plaats op de New Course van Golf & Vitalpark Bad Waldsee in Bad Waldsee, Duitsland. Winnaar was Peter Whiteford uit Schotland. Eerder dat jaar had hij de Dutch Futures gewonnen.